# モンテ・ディ・プローチダ
モンテ・ディ・プローチダ（イタリア語: Monte di Procida）は、イタリア共和国カンパニア州ナポリ県にある、人口約1万3000人の基礎自治体（コムーネ）。

## 地理

### 位置・広がり
ナポリ県北東部、フレグレア半島 (it:Penisola flegrea) 先端のティレニア海側に位置する都市。県都ナポリから西南西へ19km、カゼルタから南西へ39kmの距離にある。
陸上ではバーコリとのみ市域を接する。モンテ・ディ・プローチダの南西約3km沖合には、プローチダ島が浮かび、さらにその先にはイスキア島が浮かぶ。モンテ・ディ・プローチダからイスキア（イスキア島）へは南西へ11kmの距離である